# Huppenhardt
Huppenhardt ist ein Gehöft in der Gemeinde Much im Rhein-Sieg-Kreis. 

## Beschreibung
Huppenhardt liegt auf den Hängen des Bergischen Landes im Wahnbachtal. Nachbarorte sind Hillesheim im Norden, Kranüchel im Osten und Todtenmann im Westen. 
Huppenhardt ist ein Bauernhof in Alleinlage. Bis 2002 wurde hier Damwild gezüchtet. Jetzt ist es ein Tierschutz- und Gnadenhof des europäischen Tier- und Naturschutzvereins. Außerdem hat der Verein hier seine Geschäftsstelle.